# Хэллоуин Хьюби
«Хэллоуин Хьюби» (англ. Hubie Halloween) — американский комедийный фильм ужасов режиссёра Стивена Брилла, спродюсированный и написанный в соавторстве с Адамом Сэндлером в главной роли. Фильм вышел на «Netflix» 7 октября 2020 года.

## Сюжет
Несмотря на свою преданность своему родному городу Салему (и его празднованию Хэллоуина), Хьюби Дюбуа является объектом насмешек как для детей, так и для взрослых. Но в этом году в ночи что-то происходит, и Хьюби предстоит спасти Хэллоуин.

## В ролях
- Адам Сэндлер — Хьюби Дюбуа
- Кевин Джеймс — офицер Стив Даунинг
- Джули Боуэн — Вайолет Валентайн
- Майя Рудольф — миссис Херлихи
- Рэй Лиотта — мистер Ландолфа
- Стив Бушеми — Уолтер Ламберт, сосед Хьюби
- Роб Шнайдер — Ричи Хартман
- Майкл Чиклис — отец Дэйв, проповедник Салема
- Кинан Томпсон — офицер Блейк
- Чайна Энн Макклейн — мисс Тейлор
- Пэрис Берелс — Меган
- Тим Медоуз — мистер Лестер Херлихи
- Колин Куинн — Уборщик
- Джун Скуибб — миссис Дюбуа, мать Хьюби
- Шакил О’Нил — диджей Аврора
- Каран Брар — Дели Майк Мунди
- Брэдли Стивен Перри — Кормак
- Ноа Шнапп — Томми Валентайн
- Лавелл Кроуфорд — Дэн, фермер

## Съёмки фильма
Основные съёмки фильма начались в июле 2019 года в Массачусетсе.